# Glansolvon
Glansolvon (Viburnum lentago) är en desmeknoppsväxtart som beskrevs av Carl von Linné. Glansolvon ingår i släktet olvonsläktet, och familjen desmeknoppsväxter. Inga underarter finns listade i Catalogue of Life.

## Bildgalleri

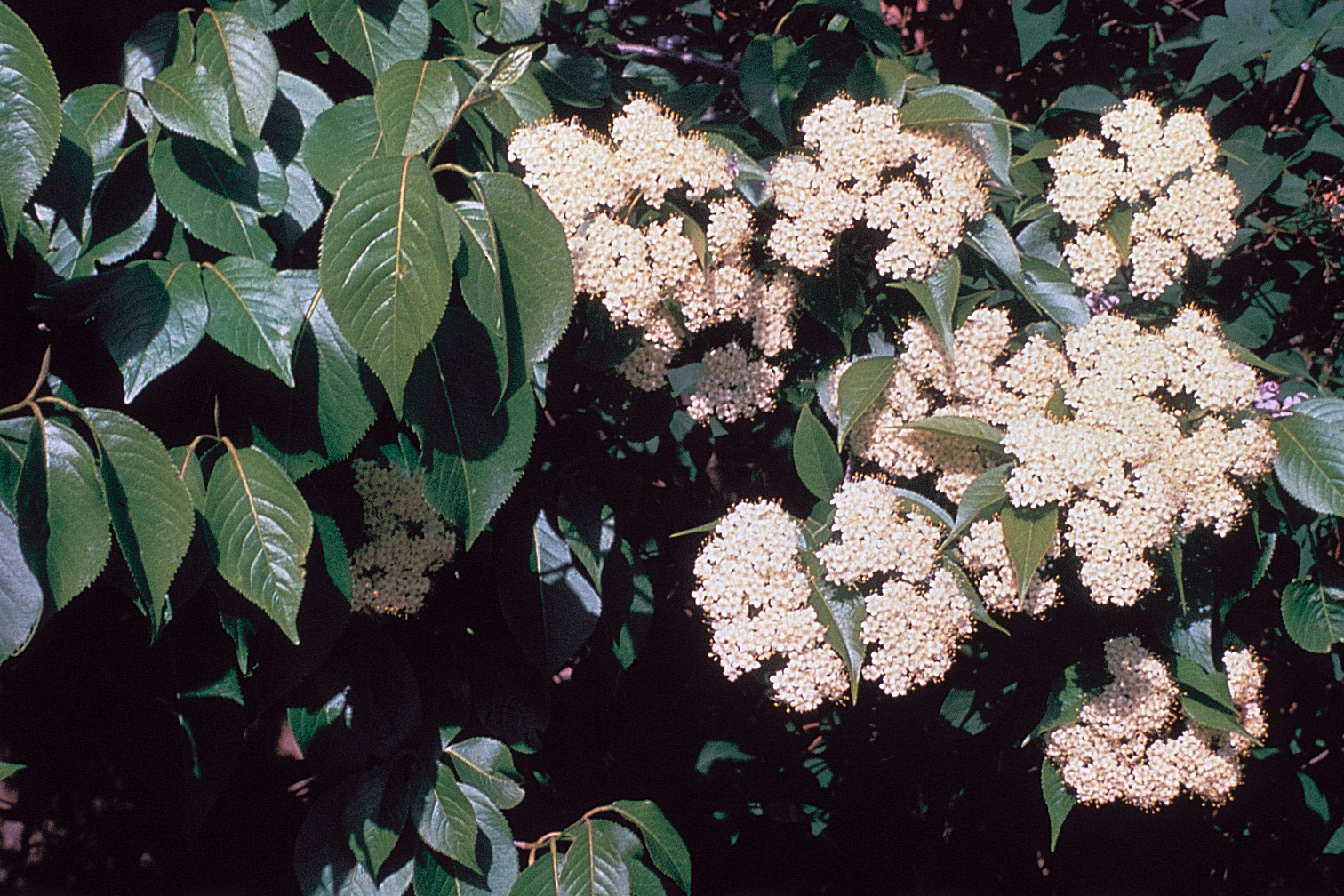
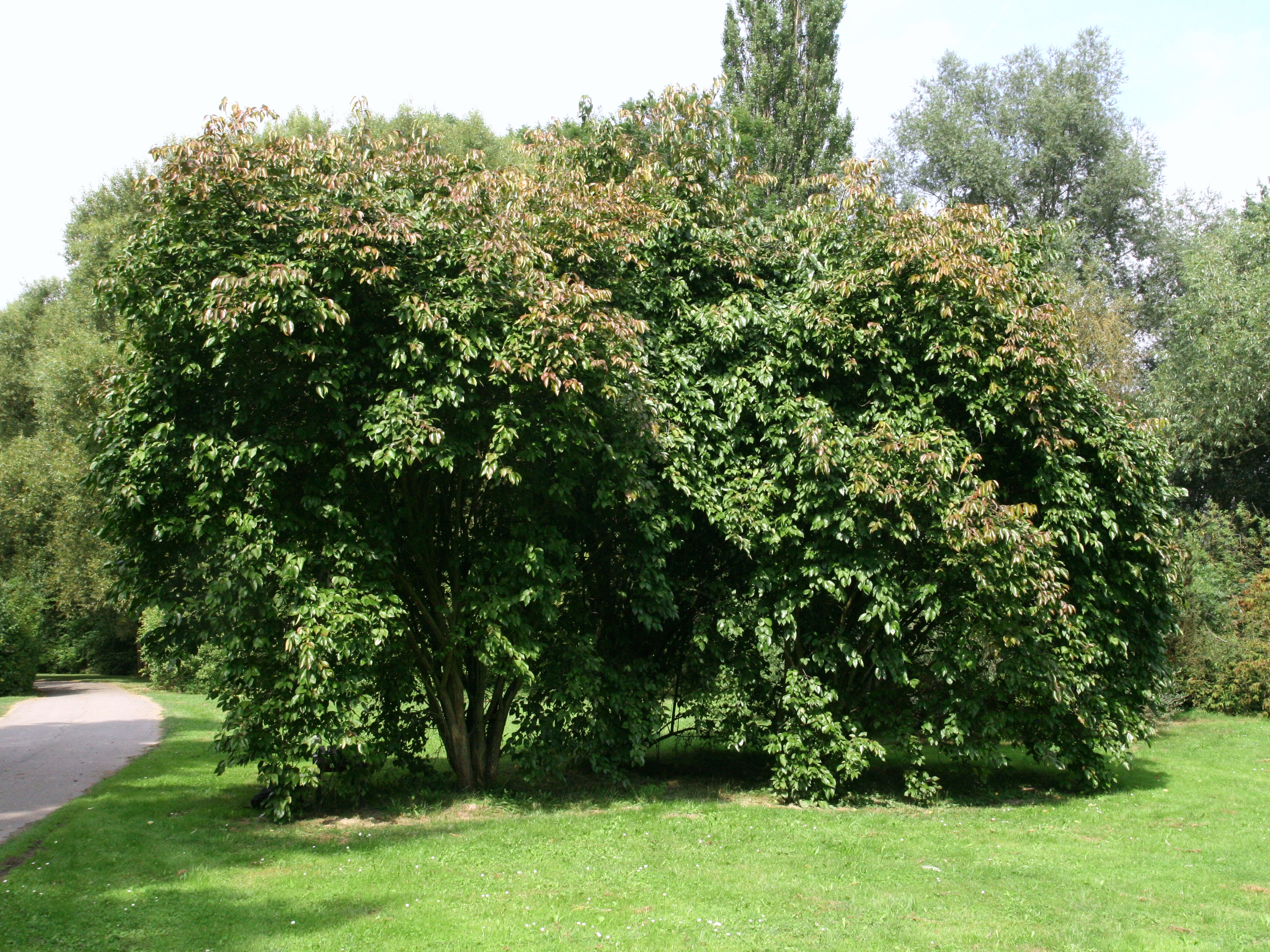
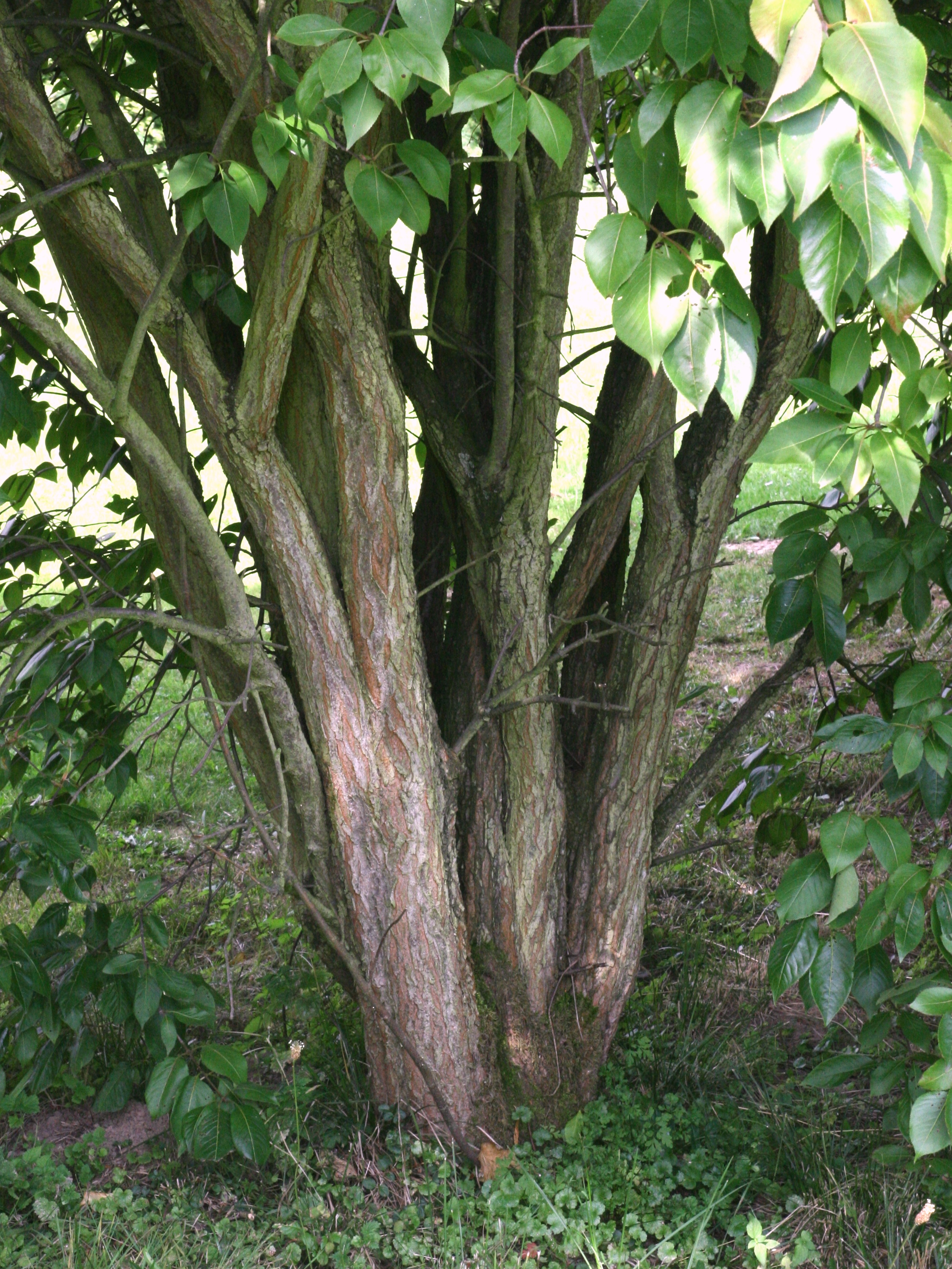
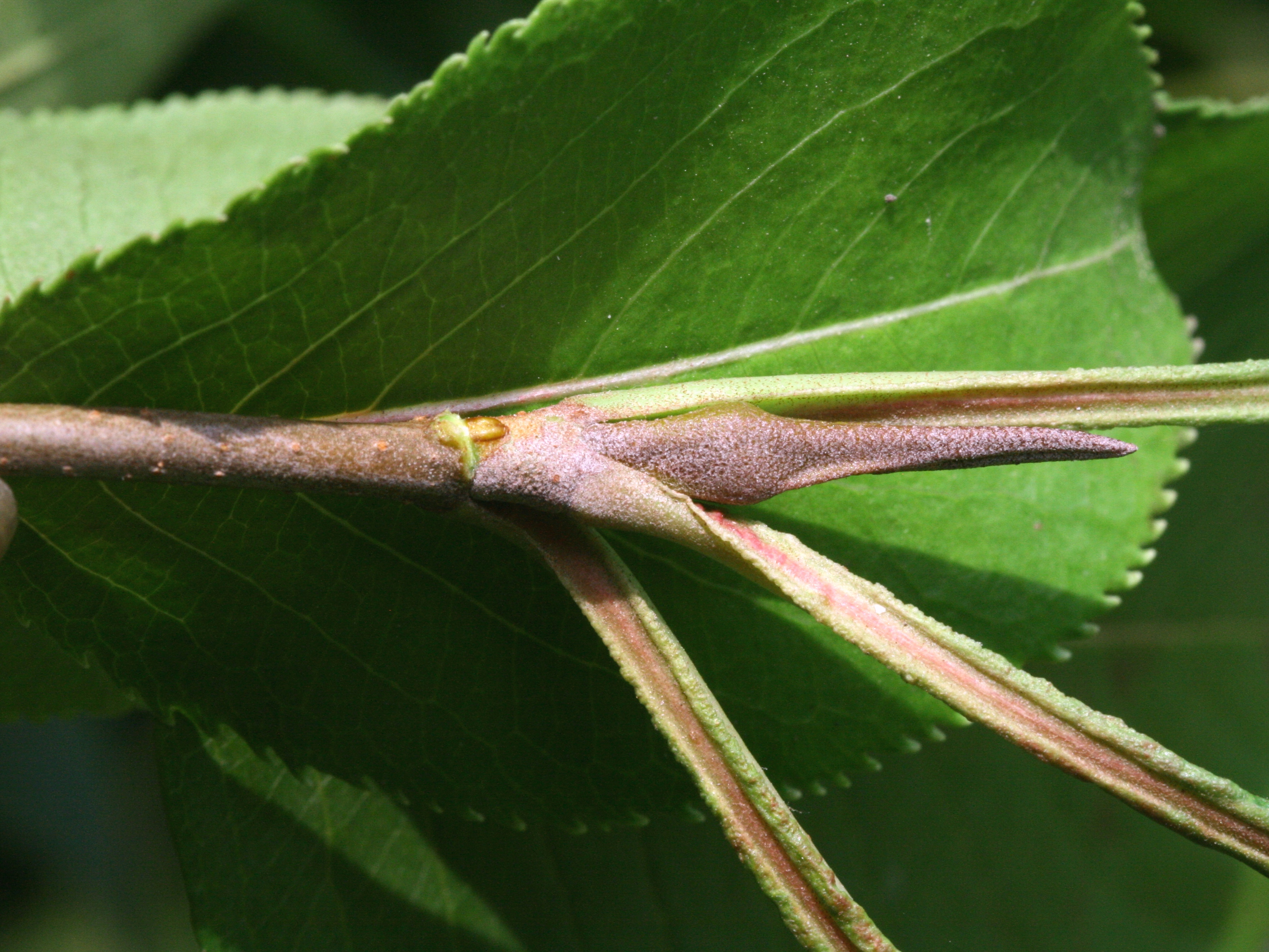
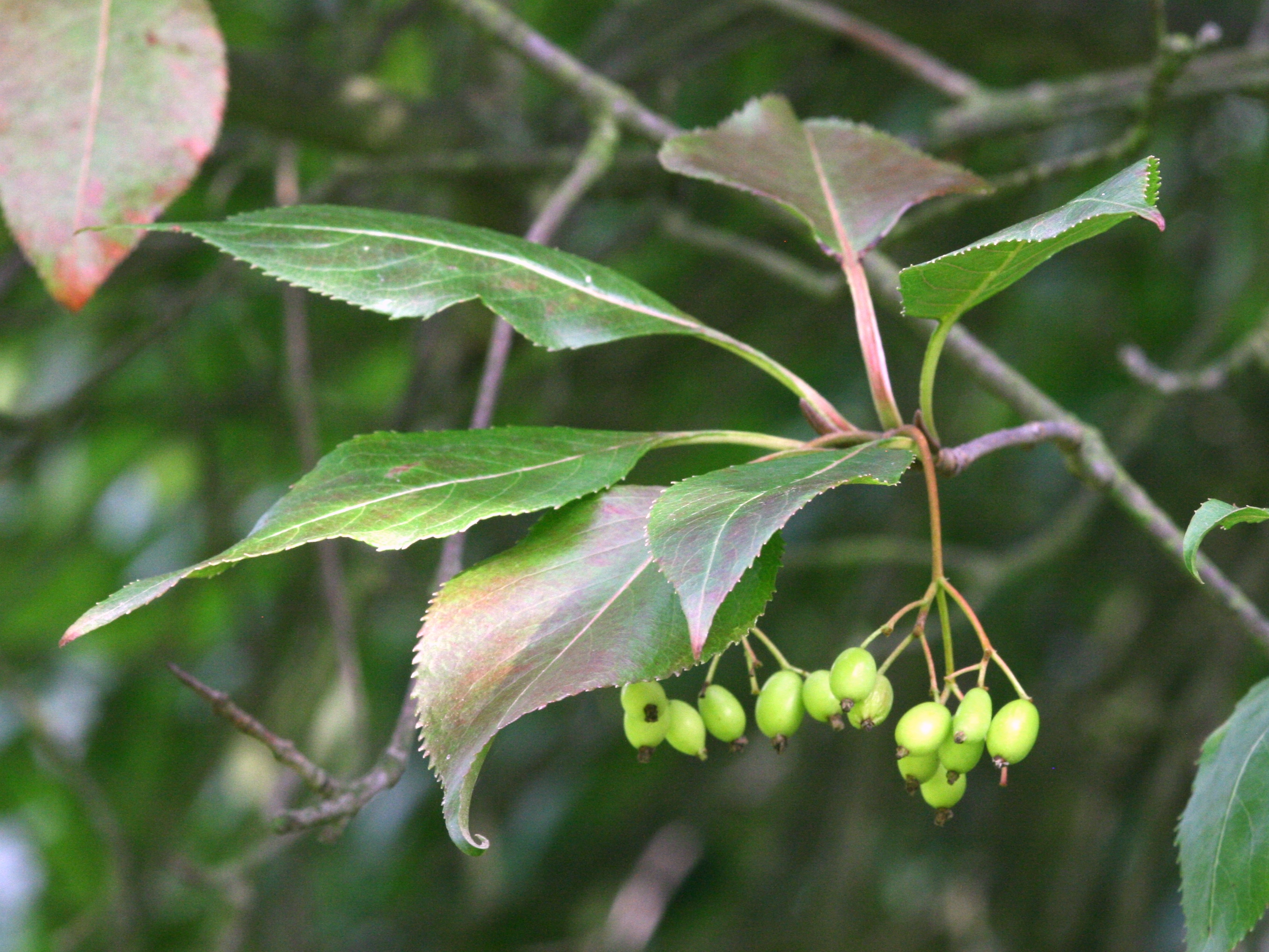
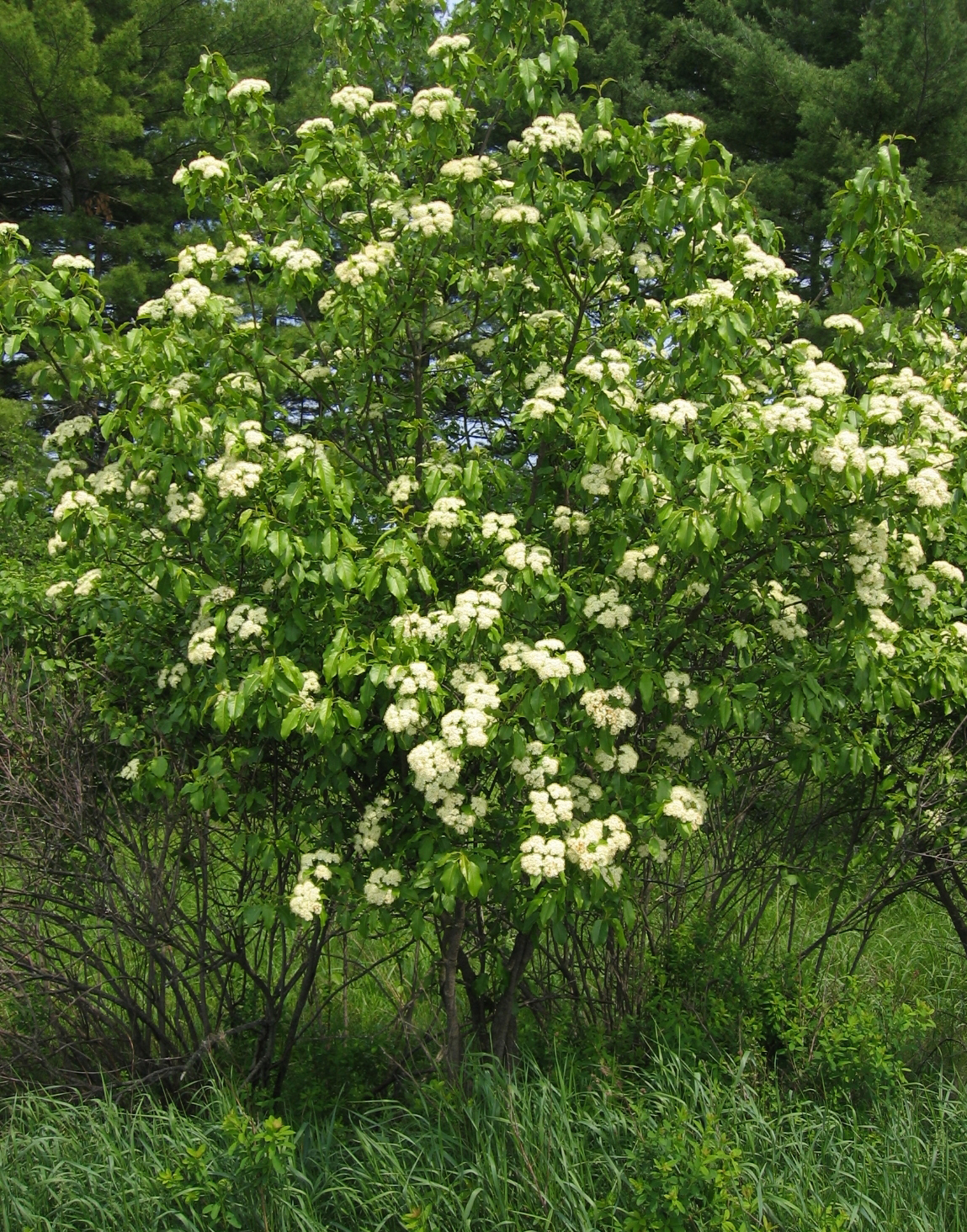